# Agesipolis I
Agesipolis I (zm. 380 p.n.e.) – syn Pauzaniasza, króla Sparty, panował od 394 p.n.e. wspólnie z Agesilaosem II. 
Prowadził wojny z Argolidą i Tebami, w roku 384 p.n.e. zmusił do poddania się Mantineję. Zmarł w 380 p.n.e. w czasie wojny z Olintem. 